# 陳家豪 (香港資訊科技界)
陳家豪(英語：Emil Chan) ，香港資訊科技界人仕，金融科技專欄作家。

## 職業生涯
- 2004年香港公開大學(現香港都會大學)應用電腦學理學士[1]
- 2006年美國北愛荷華大學工商管理碩士[2]
- 2012年起相繼擔任香港銀行學會互聯網金融專家導師、中國建設銀行內部培訓互聯網金融專家導師，香港大學，香港理工大學，香港恆生大學，嶺南大學、香港城市大學及職業訓練局等高等院校的特約教授及客席講師

## 公職及專業服務
- 香港智慧城市聯盟金融科技委員會主席
- 香港數字金融協會聯席會⾧
- 領創香港名譽主席
- 香港新興科技教育協會 副會長
- 香港軟件行業協會 理事
- 香港科技創新促進組 理事
- 雲端與流動運算專業人士協會會長 [3]

## 專欄及書籍
- 香港經濟日報《新金融啟示錄》專欄[4]
- 《新金融啟示錄》2024年 聯合出版集團 作者：陳家豪、邵志堯博士及陳穎峯[5]

## 外部連結
- 陳家豪的Facebook專頁
- 陳家豪的X（前Twitter）
- 陳家豪教授- 金融科技生態圈發展平臺(FEDP)
- 陳家豪教授